# Pranzo Oltranzista
Pranzo Oltranzista (sottotitolato in: Musica da tavola per cinque) è il secondo album in studio del cantante avant-garde metal statunitense Mike Patton, pubblicato il 22 aprile 1997 dalla Tzadik Records.

## Descrizione

### L'album
Contrariamente ai molti altri album pubblicati da Mike Patton, questo album si potrebbe definire come se fosse la sua opera più all'avanguardia, in quanto molto più sperimentale di tutti i suoi album, compreso il precedente Adult Themes for Voice.
Pranzo Oltranzista è strettamente ispirato a La cucina futurista, opera letteraria di Filippo Tommaso Marinetti e Fillia. Infatti, l'album ha delle sonorità che rispecchiano ampiamente la cultura culinaria.

### I brani
Nel libretto dell'album, ad ogni brano viene associata una ricetta. Di seguito è riportata la lista di queste ricette:
- Elettricità Atmosferiche Candite – 200 fili di zucchero filato immersi in dell'anti-spumante e servito con un tumulo di ananas fritte.
- Carne Cruda Squarciata dal Suono di Sassofono – cubetti di manzo marinati nel rum, nel cognac e nel vermut bianco serviti su un letto di pepe e neve. Ogni morso è separato da degli scoppi di sassofono prodotti dall'assaggiatore stesso.
- Vivanda in Scodella – 5 scodelle, coperte esternamente da feltro, lamiere di alluminio, lana di ferro, spugna, oppure sughero. Le scodelle sono riempite con delle palle di caramello con dentro o carne cruda, o dell'aglio, o della banana, oppure dal peperoncino di Cayenna. Da mangiare da bendato.
- Guerra in Letto – una scodella di Liquore Strega e succo d'ananas con un uovo galleggiante, caviale, cacao, pasta di mandorle con un pizzico di pepe rosa.
- Contorno Tattile (per Russolo) – foglie di lattuga spogliate, datteri ed uva mangiate in una ciotola con la mano destra (senza forchetta). La mano sinistra gira una manovella di un carillon che emette suoni e ritmi geometrici.
- I Rumori Nutrienti – il suono di un motore con una luce blu diafana. "Osserva il modo in cui il suono di un motore risveglia e nutre lo stomaco... è una sorta di massaggio dell'appetito."
- Garofani allo Spiedo – lunghi e sottili cilindri di pasta sfoglia riempiti con un geranio leggermente rosolato e marinato nel liquore.
- Aerovivanda – la mano destra porta direttamente delle olive, cuori di finocchio e della kumquat nella boccha. La mano sinistra colpisce contemporaneamente dei pezzi di seta, carta abrasiva e velluto. Un profumo di garofani raggiunge il collo degli assaggiatori.
- Scoppioingola – una pallina di parmigiano, fritta e intrisa in del Marsala. Da sorseggiare e masticare.
- Latte alla Luce Verde – gocce di miele, uva nera e piccoli pezzi di ravanello coltivato che galleggiano in un bicchiere di latte freddo servito con una luce verde che illumina esso ed una bevanda composta di acqua minerale, birra e succo di mirtilli.
- Bombe a Mano – una palla di crema sopra un torrone avvolto in una grande bistecca al sangue ed irrorato con del vino moscato.

## Tracce
Musiche di Mike Patton.
1. Elettricità Atmosferiche Candite – 1:19
2. Carne Cruda Squarciata dal Suono di Sassofono – 2:32
3. Vivanda in Scodella – 3:15
4. Guerra in Letto – 1:51
5. Contorno Tattile (per Russolo) – 2:01
6. I Rumori Nutrienti – 4:26
7. Garofani allo Spiedo – 2:56
8. Aerovivanda – 2:33
9. Scoppioingola – 3:00
10. Latte alla Luce Verde – 3:24
11. Bombe a Mano – 4:00

Durata totale: 31:17

## Formazione
- Mike Patton – voce
- John Zorn – sassofono contralto
- Marc Ribot – chitarra elettrica
- Erik Friedlander – violoncello
- William Winant – percussione